# Jacob Hilditch
Jacob Hilditch (født 20. januar 1864 i Oslo, død 1. juni 1930 smst) var en norsk forfatter og avisskribent.
Hilditch drev en tid handel, før han slog sig på tekniske studier og fik mulighed for at rejse til Amerika og Sydeuropa. Han blev hurtigt en af de mest læste forfattere i Norge gennem sine skildringer af hverdagslivet i norske småbyer og livet på søen, de fleste oprindelig trykt i Dagbladet. Til dagspressen leverede han føljetoner og causerier. Blandt disse fik udgaverne af den fiktive provinsavis Trangviksposten, senere udgivet i bogform, stor popularitet pga. deres humor.
Hilditch var medgrundlægger af Den Norske Forfatterforening og formand for foreningen 1896-1900 og 1908-1910. Han besøgte Lev Tolstoj i april 1899, som den ene af kun to nordmænd.

## Udgivelser
- Under norsk flag, 1889.
- Bande-Lava og andre fortællinger, 1890.
- Paa nært hold, 1892.
- Fremmede, 1893.
- Kristiania-portræter, 1895.
- Vandreliv, 1895.
- Sjø og sjøfolk, 1895.
- Fra land og sjø, 1897.
- Stormnatten og andre fortællinger, 1899.
- Fjeld og fjære, 1905.
- Sjøfortællinger, I-II, 1906.
- Fagert er landet – tre fortellinger, 1913.